# نیکلا بمباچی
نیکلا بمباچی (به ایتالیایی: Nicola Bombacci) (زادهٔ ۲۴ اکتبر ۱۸۷۹ – مرگ ۲۸ آوریل ۱۹۴۵) انقلابی مارکسیست ایتالیایی بود.
بمباچی در چیویتلا دی رومانیا پادشاهی ایتالیا چشم به جهان گشود. عضو حزب سوسیالیست ایتالیا شد و به مخالفت با جناح اصلاح‌طلب آن برآمد. در ۱۹۲۱ از بنیادگذاران حزب کمونیست ایتالیا گردید و به عضویت کمیتهٔ مرکزی آن درآمد. او از دیرباز با موسولینی دوستی داشت. در ۱۹۲۷ به دلیل تمایلاتش به فاشیست‌ها از حزب کمونیست اخراج شد، ولی هیچ‌گاه رسماً به عضویت حزب ملی فاشیست درنیامد. بمباچی در جریان رویدادهای جنگ جهانی دوم، برکناری موسولینی از نخست‌وزیری پادشاهی ایتالیا و تشکیل جمهوری اجتماعی ایتالیا با بنیتو موسولینی هم‌پیمان شد.
سرانجام بمباچی به دست پارتیزان‌ها کشته‌شد و جسدش در کنار پیکر موسولینی در پیاتساله لرتو آویخته و به نمایش درآمد. او پیش از مرگ فریاد زد: «زنده باد موسولینی، زنده باد سوسیالیسم».